# IBooks Author
iBooks Author ist ein Programm der Firma Apple zum Layout von elektronischen Büchern für iOS und macOS
Die Software ermöglicht im Gegensatz zu üblichen Desktoppublishing-Programmen für den Printbereich die Einbindung von Multimedia-Inhalten wie Videos, Fotos, Grafiken und Animationen in digitale Bücher. Direkt aus dem Programm kann der Anwender sein Werk im iBooks Store veröffentlichen. Die Software war nur für macOS verfügbar und ist inzwischen nicht mehr erhältlich. Es wurde durch Pages ersetzt, welches die Funktionen von iBooks Author übernommen hat und auch alte Dateien dieses Programmes öffnen und bearbeiten kann.
Für Kontroversen sorgten Lizenzvereinbarungen, die die Publikation von Büchern, die mit iBooks Author erstellt worden sind, ausschließlich im Apple iBooks Store erlaubten. Apple präzisierte wenige Tage nach Veröffentlichung der EULA die Lizenzvereinbarungen und stellte klar, dass es lediglich nicht gestattet sei die .ibooks Datei außerhalb vom iBooks Store zu verkaufen. Das Urheberrecht liege weiterhin beim Autor.